# 尔玛中国
尔玛中国，又称尔玛互动营销，中国大陆的一所网络推手公司，由杨秀宇（网名“立二拆四”）创立。

## 历史
2005年，“浪兄”杨军、“立二拆四”杨秀宇、“非常阿锋”曹广锋等人共同发起了中国大陆互联网早期营销事件——“天仙MM”，将羌族女孩尔玛依娜打造为网络名人，并创造了汉语新名词“网络推手”。杨军随后创立“尔玛依娜基金”，杨秀宇和曹广锋为联合创始人。2006年8月24日，杨秀宇注册成立北京尔玛天仙文化传播有限责任公司（以下简称“尔玛天仙公司”），以便向天仙妹妹的粉丝集资。因利益分配问题，杨军后淡出该网络营销圈子。尔玛依娜曾委托华西都市报发表声明，表明未曾加入“立二拆四”的尔玛公司，其本人与该公司没有任何关系。
尔玛天仙公司的注册住所地在北京市西城区西四北大街，法定代表人为杨秀宇，主要经营业务是文化传媒，注册资本160万元。成立时，杨秀宇出资3万，另一股东赵华出资1.5万。该公司后承租北京市朝阳区高碑店一处场所作为实际经营地，日常经营管理均由杨秀宇负责。2006年9月，杨秀宇策划艾晴晴“100天曲别针换别墅”网络事件。2008年，该公司策划了“最美清洁工”、“封杀王老吉”事件，并在“封杀王老吉”营销后业界知名度大增。2010年12月，北京尔玛互动营销策划有限公司（以下简称“尔玛互动公司”）成立，法定代表人并未实际参与经营，仍由杨秀宇实际经营，主要经营业务是经济贸易、市场调查、会议展览等活动。2010年，尔玛公司规模达到顶峰，开设了尔玛成都、尔玛上海、尔玛广州等分公司，尔玛公司的北京总部则分为位于高碑店的执行部和位于国贸的客户部。但仅一年多后便迅速衰败，北京公司仅剩数人维持。根据媒体对杨秀宇这一时期同事的采访，杨秀宇在公司经营危机后，逐渐“进入了走火入魔的状态”，“底线一步步打破”。2011年至2012年间，尔玛公司先后策划了“郭美美炫富”事件、“干露露浴室征婚门”、“僧人后海船震”事件、“干爹888万带我包机看伦敦奥运”，以及与王月楠的不雅视频事件等。2013年杨秀宇被捕后，郭美美和干露露均曾否认与他有关。
上海分公司“上海尔玛营销策划有限公司”位于上海市虹梅路1905号远中科研楼。2011年的“上海孕妇晕倒众人救”事件被认为是其策划，真实性受到广泛质疑。
2013年8月19日，公司创始人杨秀宇及公司其他多名成员因涉嫌寻衅滋事被北京警方拘留。2013年9月26日，杨秀宇及两公司高管卢梅因涉嫌非法经营罪被逮捕。卢梅网名“梅子”“非洲涐最白”，任尔玛天仙公司媒介部主管，以及尔玛互动公司客户经理。杨秀宇等人被捕后，记者来到尔玛互动营销公司位于高碑店新村南里的办公地发现已人去楼空。
2014年8月14日，“立二拆四”等非法经营案在北京市朝阳区人民法院二层大法庭公开审理，其因有偿删帖、有偿发布虚假信息而被北京市朝阳区人民检察院指控犯非法经营罪，同时受审的尔玛天仙公司、尔玛互动公司和卢梅。检方指控，尔玛天仙公司和尔玛互动公司自2008年至2013年间，多次通过信息网络有偿提供删除信息服务和发布虚假信息服务。公诉人认为，两公司有偿删帖、明知虚假却有偿发布虚假信息的行为扰乱市场秩序，情节严重；两家公司实际的控制人杨秀宇是这些非法经营活动的策划者和实施者，卢梅则直接参与了尔玛互动公司的非法经营活动，均触犯《中华人民共和国刑法》相关规定，应以非法经营罪追究其刑事责任。“立二拆四”等被控曾为杰士邦公司、江苏盐城二建公司、康美药业等有偿删除负面信息，并曾炮制“最美清洁工”、“888万元干爹包机带我看奥运”、“和尚船震门”虚假网络事件。郭美美、干露露和天仙妹妹等事件在庭审过程中并未涉及，据公诉人员称，这些事件与案所指控的非法经营罪无关。杨秀宇在供述中称，为了迎合部分网民的审丑趣味，策划炒作郭美美、干露露等“网络红人”事件。
2014年11月18日，朝阳法院公开宣判“立二拆四”等非法经营案，法院判决北京尔玛天仙文化传播有限责任公司犯非法经营罪，判处罚金人民币50万元，北京尔玛互动营销策划有限公司犯非法经营罪，判处罚金人民币20万元，杨秀宇被判处有期徒刑4年，罚金人民币15万元，卢梅被判处有期徒刑1年6个月，罚金人民币3万元。
2017年6月16日和2018年8月24日，北京尔玛天仙文化传播有限责任公司和北京尔玛互动营销策划有限公司的营业执照相继被吊销，但是公司均尚未正式注销。

## 营销事件
2006年9月，杨秀宇等人策划艾晴晴“100天曲别针换别墅”网络事件。2006年10月15日，网名“艾晴晴”的王晓光在天涯论坛上发表名为《中国版美丽童话，将被我这个女孩100天内创造》的帖子，称自己将效仿美国小伙实现以别针换别墅的梦想，并请网友一同见证。艾晴晴在换物的第一天便实现了从一枚别针到一部手机的“飞跃”。“艾晴晴”因曾在2006年超级女声中入围杭州赛区20强而被质疑为炒作。杨秀宇后来承认策划了该事件，他称之为“创意行为秀”，并承认在交换过程中造假：交换第三步的小玉佛交换手机的环节，是他在路边骗外国妇女称自己在拍摄网络剧，并交给她一个手机然后请她配合拍摄，才得到了外国妇女交给艾晴晴手机的照片。
2008年4月，尔玛天仙公司与奥美世纪（北京）广告有限公司签订推广合同，收取2.5万元，约定对长丰汽车进行炒作。后杨秀宇雇佣北京现代音乐研修学院管理专业大学生于洋在2008年北京车展期间假扮清洁工对长丰汽车展台进行清扫工作，并拍摄图片后以名为“最美清洁工”的新闻事件上传至互联网引发网民关注，以达到炒作名爵汽车的目的。因于洋曾在吴宇森电影《赤壁》中担任林志玲的裸替，此次事件曾被认为是《赤壁》制片方在电影公映前进行的炒作。据杨秀宇在2014年庭审中称，“最美清洁工”的那一组照片由其本人拍摄，图片和文字内容也是由他发布，照片中的主角于洋是一个勤工俭学的大学生，报酬为一天200元。
2008年，尔玛公司策划了“封杀王老吉”事件。王老吉在汶川大地震后捐款一亿人民币，尔玛公司通过推动正话反说的帖子“王老吉你够狠，胆敢是王石的200倍……”引发对王老吉的购买潮，并提升了品牌美誉度。此次营销大幅提升了尔玛公司在业界的知名度。
2010年7月23日，“秦火火”秦志晖入职尔玛公司，担任文案工作，一年后的2011年8月离开。在职期间，秦火火曾在尔玛公司为宣传客户活动拍摄发布炒作视频中边跳“无敌咸蛋超人舞”边脱衣服。2014年4月17日，秦志晖因诽谤罪、寻衅滋事罪，获刑三年。
2011年2月14日情人节，《母亲冲进澡堂给女儿拍视频征婚》的视频开始在中国大陆网络流传，被称为“浴室征婚门”，视频中的主角裸模干露露因此成为网络名人。也被认为是杨秀宇策划使用色情手段为干露露炒作。在2014年庭审过程中，杨秀宇承认自己是“干露露浴室征婚门”的幕后推手。
2011年10月，尔玛天仙公司与续风堂公司签订网络推广合同，约定对该公司旗下画家安云霁进行炒作。杨秀宇策划安排安云霁着僧服与两名女子在北京市西城区后海登船，并在船中引发船体晃动，杨秀宇拍摄视频后于2011年12月16日发布，形成“僧人船震”（或称“和尚船震门”、“僧人后海船震”）的网络事件。随后，安云霁发布辟谣视频，澄清自己身份，并宣布“要起诉全体网民”。在2014年庭审过程中，杨秀宇称此次炒作安云霁全部知情，因约定的事情没全部完成，续风堂公司付给约定的25万元价款中的17万余元；而安云霁则不承认清楚此事，称自己当时穿的是从五台山买的居士衣服，而非僧服。该事件被认为严重损害了佛教形象。
2012年4月，尔玛天仙公司与凯撒旅游公司签订凯撒奢华游网络推广合同，收取人民币19万元，对“888万元包机去伦敦看奥运会开幕式”旅游项目进行炒作。其后，杨秀宇策划由女模特杨紫璐假扮炫富女，拍摄图片在杨紫璐的个人微博账号发布“干爹888万带我包机看伦敦奥运”，以引发网民关注来炒作凯撒旅游的奥运奢华游项目。随后杨紫璐的微博账号被封。根据媒体报道，该噱头遇冷，888万奢华奥运游截至2012年6月初仍无人预订。2012年7月11日，杨秀宇在博客上承认其一手策划了杨紫璐事件，杨紫璐则一再否认自己在炒作。杨秀宇在2013年被捕及2014年庭审过程中均承认该事件为其推动的炒作。
2012年7月13日凌晨，北京欢乐谷签约艺人王月楠在其微博上爆料称自己被“立二拆四”骗财骗色，称“立二拆四”收取她5000元费用，承诺将其炒红后有假装醉酒将其强奸。后又在微博爆出杨秀宇舔她脚的不雅视频，随后二人还在微博上争论，并称为求清白要“约战朝阳公园”。事件引起热议后，杨秀宇才曝光二人合作拍摄不雅视频的全过程，承认整件事为一场炒作。

## 备注
1. ↑  2014年，曾作为诉讼代表人出庭
2. ↑  曾名“北京鼎盛互动营销策划有限公司”，2012年5月改为此名。
3. ↑  在“一根紅色迴紋針”网站实现别针换别墅的凯尔·麦克唐纳其实是加拿大博主